# Rimator
Rimator es un género de aves paseriformes perteneciente a la familia Pellorneidae propio de la región indomalaya.

## Especies
Se reconocen las siguientes tres especies:
- Rimator malacoptilus - ratina picuda;[3]
- Rimator albostriatus - ratina de Sumatra;[3]
- Rimator pasquieri - ratina coliblanca.[3]